# Ulrico di Strasburgo
Ulrico di Strasburgo (in latino: Ulricus Engelberti o Ulricus Argentinensis; Strasburgo, 1225 – Strasburgo, 1277) è stato un teologo francese dell'Ordine dei Predicatori.

## Biografia
Appartenente alla nobile famiglia Zorn, entrato nell'ordine domenicano, fu allievo di Alberto Magno (e compagno di studi di san Tommaso d'Aquino), prima a Parigi, poi a Colonia tra il 1248 e il 1254. 
Divenne poi lettore di teologia nel convento di Strasburgo (il cui priore era Hugues Ripelin nel 1261). Nel 1272 fu eletto suo malgrado superiore della provincia di Germania (Teutonia, che all'epoca comprendeva l'Alsazia). Ulrico non si sentiva in grado di assumere tale funzione a causa delle sue cattive condizioni di salute. Il maestro dell'ordine, Giovanni da Vercelli, lo esortò in due lettere ad accettare la sua promozione. Esercitò il suo ufficio con zelo, visitando molti conventi della sua provincia e fondandone di nuovi. Nel maggio 1277 fu sollevato da tale funzione dal capitolo generale di Bordeaux e inviato a Parigi per insegnarvi. Qui ottenne in seguito il grado di magister theologiæ.
Morì nei mesi successivi prima di assumere l'incarico.

## Opere
L'opera principale di Ulrico di Strasburgo, composta tra il 1262 e il 1272, è una Summa de bono (detta anche De summo bono) di notevoli dimensioni (che copre circa 600 fogli), concepita in otto libri, ma interrotta a metà del sesto. L'orientamento è chiaramente neoplatonico, derivato da Proclo, dallo Pseudo-Dionigi l'Areopagita, da Avicenna, anche se Aristotele è molto citato. Ulrico influenzò, nella generazione successiva di domenicani tedeschi, Thierry di Friburgo (che lui stesso probabilmente mandò a studiare a Parigi durante il suo mandato di provinciale) e il maestro Eckhart.
Da lui si ha anche notizia di un commento alle Sentenze di Pietro Lombardo e di un altro al Meteorologica di Aristotele, ma questi due testi sembrano andati perduti. Ci sono anche tredici lettere risalenti agli anni in cui era provinciale e un sermone in tedesco.

## Edizioni
on esiste un'edizione completa della Summa de bono, mentre si hanno solo diverse edizioni parziali:
- Jeanne Daguillon (a cura di), La Summa de bono. Livre I, Bibliothèque thomiste 12, Parigi, J. Vrin, 1930.
- Ignaz Backes (a cura di), Ulrich von Straßburg. Die Christologie, Soteriologie und Mariologie. Ein Beitrag zur Geistesgeschichte des 13. Jahrhunderts (testo e commento), Trèves, Paulinus-Verlag, 1975.
- Francis J. Lescoe (a cura di), God as First Principle in Ulrich of Strasbourg. Critical Text of Summa de bono, IV, 1, based on hitherto unpublished mediaeval manuscripts, and Philosophical Study, New York, Alba House, 1979.